# Palau D'Anna Viaro Martinengo Volpi di Misurata
El Palau D'Anna Viaro Martinengo Volpi di Misurata, també conegut com Palau Talenti D'Anna Volpi, és un palau de Venècia, situat al barri de San Marco, amb vistes al costat esquerre del Gran Canal, entre el Palau Tron i la Casa Marinoni i davant del Palau Donà a Sant'Aponal.

## Història
Com podeu endevinar pel seu nom complex, aquest edifici ha canviat de propietari diverses vegades al llarg de la seva història. Construït a principis del segle XVI per encàrrec de la família Talenti, aviat va passar al ric mercader flamenc Martino D'Anna (van Haanen). L'ampliació del palau, que va tenir lloc cap a mitjans del segle XVII, es deu als posteriors propietaris, la família Viaro, una antiga i noble família veneciana . Durant el segle XVIII, l'edifici va tornar a canviar de mans, inicialment per herència als patricis venecians Foscarini i posteriorment als comtes Martinengo d'origen brescià, mentre que al segle XIX va passar a ser propietat del comte Giovanni Conti que, a la seva mort el 1872, el va utilitzar com a residència d'avis. El 1917, el controvertit empresari Giuseppe Volpi finalment es va convertir en el seu propietari, guardonat amb el títol de comte de Misurata el 1925 , creador de la zona industrial de Porto Marghera i creador del Festival de Cinema de Venècia.

## Arquitectura
A primera vista, la façana de l'edifici sembla dividida en quatre seccions amb dues tipologies estructurals alternades, però en una inspecció més detallada, s'adona que la primera secció de l'esquerra estava connectada a l'edifici preexistent en una data posterior.
El palau original va ser construït en estil renaixentista amb formes comunes a molts altres palaus de la ciutat lacunar. La planta baixa de pedra presenta un portal d'aigua central i un entresol molt més alt del que és habitual. L'estructura consta d'una sola planta principal amb una finestra central quadrifora d'arc de mig punt, una cornisa superior i un únic balcó; les seccions laterals presenten un parell de finestres monófores del mateix estil amb un únic balcó, intercalades amb un escut nobiliari en relleu. La façana acaba amb l'entresol amb finestres quadrades que es col·loquen a sobre de cadascuna de les finestres inferiors; la planta principal i l'entresol estan dividits per una cornisa que divideix una planta d'una altra i una banda alta de guix que originalment albergava un fresc de Pordenone, que ara ha desaparegut completament.
La part de l'edifici que es va incorporar posteriorment, el "quart" esquerre, segueix gairebé fidelment la façana central del cos principal de l'edifici, excepte per la presència de dues portes d'aigua i només dues finestres a l'entresol de les golfes.
Pel que fa als interiors, la planta principal és sumptuosa gràcies també a la presència de mobles i pintures d'època. S'hi accedeix per la gran escala que condueix des del vestíbul de la planta baixa fins al porxo de la planta principal. El sostre de la gran sala de ball va ser triomfalment pintat al fresc a instàncies del comte Giuseppe Volpi de Misurata, en estil Tiepolo, pel pintor Ettore Tito i al llarg del fris s'indiquen els noms de les batalles victorioses de l'exèrcit italià a Tripolitània durant la guerra d'Àfrica, en referència al seu govern allà entre 1921 i 1925.